# Knudåge Riisager
Knudåge Riisager (Kunda, 6 maart 1897 – Frederiksberg, 26 december 1974) was een Deens componist en muziekpedagoog.
Riisager werd geboren in een Deens gezin, dat toen in Estland woonde. Zijn vader was ingenieur Emil Riisager. Deze werkte in de bouw werkte en leidde een cementfabriek, maar werd teruggeroepen naar Denemarken toen de naamgever van de F.L. Schmidt-fabriek overleed en Riisager senior de opvolger werd. Knudåge was toen drie jaar oud. Het gezin vestigde zich in Frederiksberg waar Riisager bijna zijn hele leven zou doorbrengen. Na de middelbare school (1915) ging Riisager politicologie studeren aan de Universiteit van Kopenhagen. Hij studeerde in 1921 af en was van 1925 tot 1950 rijksambtenaar, waarvan de laatste elf jaar als afdelingshoofd bij het Deense Ministerie van Financiën. Van 1956 tot 1967 was hij directeur van Det Kongelige Danske Musikkonservatorium, het Koninklijk Conservatorium in Kopenhagen.
Zijn muzikale carrière liep parallel met zijn ambtelijke functies. Hij kreeg eerst les van Otto Malling en na 1915 was Peder Gram zijn leermeester. Echter grotere indruk maakte een aantal studiejaren in Parijs bij Albert Roussel en Paul Le Flem. Die Franse invloed is duidelijk hoorbaar in zijn muziek van rond die tijd. Maar niet alleen die Fransen hadden invloed op hem: hij kreeg ook muziek te horen van bijvoorbeeld Erik Satie, Igor Stravinsky, Arthur Honegger en Sergej Prokofjev. In 1932 studeerde hij nog in Leipzig bij Hermann Grabner. Hij schreef vooral in de neoclassicistische stijl en had daarbij een lichte voorkeur voor het componeren voor orkest. In sommige werken, zoals de pianosonate uit 1931, toont hij echter een heftiger stijl, die in zijn ritmisch markante, hamerende motoriek sterk beïnvloed lijkt door Bartók.
Naast ambtenaar en componist was Riisager ook auteur; van zijn hand verschenen circa 400 titels.

## Oeuvre
- opus 1 : 1920: Ouverture Erasmus Montanus
- opus 2 : 1920: Liederen op teksten van Sigbjorn Obstfelder
- opus 2c : 1924: De roos (sopraan en orkest)
- opus 3 : 1922: Strijkkwartet nr. 3
- opus 4 : 1923: Variaties voor klarinet, altviool en fagot
- opus 5 : 1923: Sonate voor viool en piano nr. 2
- opus 6 : 1924: Suite Dionysiaque, voor solisten, gemengd koor en orkest
- opus 7 : 1924: Sinfonietta voor acht blazers (dwarsfluit, klarinet, 2 fagotten, 2 trompetten en 2 trombones)
- opus 8 : 1925: Symfonie nr. 1, voor orkest
- opus 9 : 1925: Divertimento voor strijkkwartet en blazerskwintet
  1. Allegro sereno
  2. Notturno
  3. Allegretto lesso
  4. Allegro sciolto
- opus 10 : 1926: Introduzione di traverso, ouverture voor orkest
- opus 11 : 1921: Vier epigrammen voor piano
- opus 12 : 1926: Variaties op een thema van René Mezangeau, voor orkest
- opus 13 : 1926: T-DOXC voor orkest
- opus 14 : 1927: Symfonie nr. 2 in een beweging
- opus 15 : 1927: Sonate voor viool, cello, dwarsfluit en klarinet
- opus 16 : 1927: Muziek voor blaaskwintet
- opus 17 : 1928: Benzine, ballet in 1 akte en 3 taferelen – première: 26 december 1930, Kopenhagen, Det Kongelige Teater – libretto: Robert Storm Petersen – choreografie: Elna Jørgen-Jensen
- opus 18 : 1929: Klods Hans, symfonische schilderij voor orkest
- opus 19 : 1930: Cocktails party, ballet-bouffonerie – (niet uitgevoerd) – libretto: Blaise Cendrars
- opus 20 : 1929-1930: Fastelavn, ouverture voor orkest
- opus 21 : 1930: Comoedie
- opus 22 : 1931: Sonate voor piano
- opus 23 : 1931: Suite per piccolo orchstra
  1. Intrada
  2. Ritomelle
  3. Intermezzo
  4. Ritornelle
  5. Marcia
- opus 24 : 1931: Concert voor orkest
- opus 25 : 1932: Strijkkwartet nr. 5
- opus 26A: 1936: Conversazione voor hobo, klarinet en fagot
- opus 26B: 1936: Serenade voor viool, cello en dwarsfluit
- opus 27 : 1932: Lystspilouverture (nr. 2) voor orkest
- opus 28A: 1933: Concertino voor vijf violen en piano
- opus 29 : 1933: Concertino voor trompet en strijkers
  1. Allegro
  2. Andantino semplice
  3. Rondo vivace
- opus 30 : 1934: Symfonie nr. 3
- opus 31 : Primavera
- opus 32 : 1935/1936: Darduse, ballet (dansen voor het sprookje van Johannes V. Jensen) – première: 22 januari 1937, Kopenhagen, Det Kongelige Teater – choreografie: Harald Lander en Leif Ørnberg – daaruit ook:
  1. Suite voor orkest
    1. Slummersymfoni
    2. Hanekampen
    3. Støvstormen
    4. Kvindernes Dans
    5. Bryllupsprocessionen
    6. De frie Fødders Dans
- opus 33 : 1936-1940: Slaraffenland, ballet in 4 taferelen – première: 21 februari 1942, Kopenhagen, Det Kongelige Teater – libretto: Kjeld Abell en Harald Lander – choreografie: Børge Ralov – daaruit ook:
  1. 1e suite (1936)
    1. Forspil
    2. Rejsen derhen
    3. Prinsesse Sukkergodt
    4. Dovendidrikernes Polka
    5. Likørfontænerne
    6. Vagtparaden
    7. Ædedolkenes Procession
    8. Punktum Finale

  2. 2e suite (1940)
    1. Vuggesang
    2. Gyngestolen
    3. De tre Musketerer
    4. Springedans
    5. Pas de deux
    6. Retternes Dans
- opus 34 : 1937: Sinfonia concertante, voor strijkorkest
- opus 35 : 1937: Partita, voor orkest
- opus 36 : 1938-1942: Quarrtsiluni, ballet – première: 21 februari 1942, Kopenhagen, Det Kongelige Teater – libretto en choreografie: Harald Lander
- opus 37 : 1939: "Tolv med Posten (Twaalf met de post)", ballet "Twelve by the Mail" van Hans Christian Andersen) – première: 21 februari 1942, Kopenhagen, Det Kongelig Teater – choreografie: Børge Ralov – daaruit ook:
  1. Zes dansen voor orkest
    1. Januari
    2. April
    3. Mei
    4. Juli
    5. Augustus
    6. Oktober
- opus 38 : 1940: Sinfonia gaia (nr. 4), voor orkest
- opus 39 : Frederik II i Ditmarsken – Spagfærdige bemærkninger til et krigerisk tema, Variaties voor orkest
- opus 40 : Blaaskwartet voor fluit, hobo, klarinet en fagot
- opus 40b: 1942-1943: Strijkkwartet nr. 6
- opus 41 : 1942: Deense psalm "Jeg ved en urt", voor gemengd koor en orkest – tekst: Hans Albretsøn
- opus 43 : 1944: Den Krøllede Frits – En dansk ouverture, voor orkest
- opus 44 : 1944/1945: Fugl Fønix, ballet in 6 taferelen – première: 12 mei 1946, Kopenhagen, Det Kongelige Teater – libretto: Harald Lander naar een idee van de componist gebaseerd op teksten van Hans Christian Andersen – choreografie: Harald Lander
- opus 45 : Bellman-Variaties, voor klein orkest
- opus 46 : 1947: Sinfonietta, voor orkest
- opus 48 : 1948: Den Danske Skueplads, feestelijk voorspel ter gelegenheid van het 200-jarig jubileum van Det Kongelige Teater voor orkest
- opus 49 : 1946: Susanne, opera, 1 akte – première: 7 januari 1950, Kopenhagen, Det Kongelige Teater – libretto: Mogens Lorentzen
- opus 50 : 1948: Chaconne, voor orkest
- opus 51 : 1949: Archaeopteryx, voor orkest – naar een tekst van Knud Hjortø
- opus 52 : 1949-1950: Sinfonia serena (nr. 5)
- opus 53 : 1950: Variaties op een Sarabande van Charles duc d’Orléans, voor strijkorkest
- opus 54 : 1951: Vioolconcert
  1. Tranquillo
  2. Vivo
- opus 55a : 1950: Pianosonatine
- opus 55b: 1951: Sonate voor twee soloviolen
- opus 56 : 1952: Pro Fistulis et Fidibus (for pibere og strenge), voor houtblazers en strijkorkest
  1. Allegro vivo
  2. Larghetto
  3. Allegro sciolo
- opus 57 : 1956: Månerenen, ballet, 5 scènes – première: 22 november 1957, Kopenhagen, Det Kongelige Teater – libretto en choreografie: Birgit Cullberg
- opus 58 : 1958: Stjerner, ballet – libretto en choreografie: Harald Lander
- opus 59 : 1959: Fruen fra havet, ballet – première: 20 april 1960, New York, Metropolitan Opera House – libretto en choreografie: Birgit Cullberg
- opus 60 : 1964: Burlesk Ouverture, voor orkest
- opus 61 : 1964: Sangen om det Uendelige (Canto dell'lnfinito), voor gemengd koor en orkest
- opus 62 : 1966: Stabat Mater, voor gemengd koor en orkest – tekst: Johannes Ewald
- 1914: Romance voor viool en piano in C majeur
- 1915: Høvl og Knast: "Høvlen gik, gelindt, gelik" (voor koor)
- 1916: Menuet voor viool en piano
- 1917: Aquarel voor viool en piano
- 1918: Strijkkwartet nr. 1
- 1920: Strijkkwartet nr. 2 in g-klein
- 1928: Lystspilouverture (nr. 1)
- 1929: Paa Hodet (revuemuziek)
- 1929-1930: København voor mannenkoor
- 1933: twee stukken voor piano
- 1934: Bij gelegenheid van …
- 1934: Kleine ouverture
- 1935: Een gelukkige trompet (voor piano)
- 1935: Valse lente
- 1936: Voor een kinderpartijtje
- 1938: Tre Danske Peblingeviser, voor orkest
- 1938: Basta – epilogo festivo voor orkest
- 1939: Mei (voor piano)
- 1941: I mindet om Blicher (voor koor)
- 1942: Finalegalop voor orkest
- 1942: F.D.F.s (Frivilligt Drenge-Forbund's) Jubilæums-Marsch, voor harmonieorkest
- 1943: Tivoli-Tivoli! – Til Tivolis 100-års Jubilæum, voor orkest
- 1943: Impromptu (voor koor)
- 1943: Zomerrapsodie
- 1943: Deense Heerlijkheid (voor koor)
- 1943: Voorjaarsochtend (voor koor)
- 1944: Monument for Kingo, voor orkest
- 1944: Morgensang, voor orkest
- 1945: Niels Ebbesen (toneelmuziek) (Forspil, mellemspil, sange og danse) – tekst: Kaj Munk – première: 1 september 1945, Kopenhagen, Det Kongelige Teater – choreografie: Børge Ralov
- 1946: Pilatus (toneelmuziek) voor zangstem en piano – tekst: Kaj Munk – première: 20 februari 1947, Kopenhagen, Det Kongelige Teater
- 1947: Etudes (senere benævnt Etudes), ballet, 1 akte, naar piano-etudes van Carl Czerny – libretto: de componist en Harald Lander – choreografie: Harald Lander – première: 15 januari 1948, Kopenhagen, Det Kongelige Teater
- 1947: Kantate ved Carlsberg Bryggeriernes 100 Aars Jubilæum (1847 – 10. Nov. – 1947), voor spreker, solisten, gemengd koor en orkest – tekst: Mogens Lorentzen – première: 10 november 1947
- 1948: Festmars (til Berfingske Tidendes 200-års jubilæum) voor harmonieorkest – première: 2 januari 1949
- 1948: Foraarskantate – Til Københavns kommunes afslutningsfest for sygeplejerskeeleverne, voor spreker, vrouwenkoor, kinderkoor en orkest – tekst: Aage Berntsen
- 1951: De Usynlige (toneelmuziek) (Overture -Sarabande – Pastorale – Gigue – Passepied) komedie van Ludvig Holberg – voor kamerorkest – première: 23 februari 1952, Kopenhagen, Det Kongelige Teater
- 1952: Toccata, voor orkest
- 1952: Klokkespilmelodier voor het beiaard in het raadhuis van Frederiksberg
- 1954-1955: Andersen eller Hans Livs Eventyr, feestelijke muziek voor dans en zang – tekst: Kjeld Abell ter gelegenheid van de 150e verjaardag van Hans Christian Andersen
- 1955: Cantate voor de inwijding van het Deense Huis in Parijs, voor mannenkoor en orkest
- 1956: Et Forspil (Het voorspel), ter inwijding van de nieuwe concertzaal in het Tivoli-Park te Kopenhagen voor spreker en orkest – tekst: Kjeld Abell "Omkring os ligger et land"
- 1956: Akademisk Forspil og Akademisk Efterspil (Quodlibet studiosis) til Egmont H. Petersens Kollegiums indvielse, voor orkest
- 1958: Les Victoires de l'Amour, ballet naar "Le Triomphe de l'Amour" (1681) van Jean-Baptiste Lully – libretto en choreografie: Harald Lander
- 1961: Festfanfare, voor 5 trompetten en 4 pauken
- 1966: Galla-Variaties, grand pas de deux, – première: 5 maart 1967, Kopenhagen, Det Kongelige Teater – libretto en choreografie: Flemming Flindt
- 1967: Ballet Royal – première: 1967, Kopenhagen – choreografie: Flemming Flindt
- 1968: Svinedrengen, ballet – première: 1969, Kopenhagen – choreografie: Flemming Flindt
- 1973: Til Apollon, lysets Gud (tot Apollo, God van het Licht)
- Concerto voor trompet en blaasensemble
- Sørgepræludium og Frydesang voor harmonieorkest
- Zes stukken voor piano
  1. Lille polka
  2. Utalmodig
  3. Alene
  4. Spradebasse
  5. Lirekassen
  6. En glad trompet

## Publicaties
- Symfonien er død – musiken leve : og andre essays, med indledning af Sven Erik Werner og bibliografi over Riisagers litterære arbejder van Niels Krabbe, 1997. 179 p., ISBN 8770230889
- Kunsten i samfundslivet, København: Magasin, Danske Afdeling LGV : Fjernmagasin, 1958. 25 p.